# ثروت سزا قادين
ثروت سزا قادين (1823 – تقريبًا - 25 سبتمبر 1878) (بالتركية العثمانية: ثروت سزا قادين)‏ هي الزوجة الأولى للسلطان العثماني عبد المجيد الأول.

## نشأتها
ولدت ثروت سزا قادين في أسرة من مايكوب في روسيا، تنتمي إلى القوقاز القبرديين من شركيسيا، اسمها الحقيقى غير معروف، والدها الأمير منصور تمروكو، ولديها من الأخوة الأمير أندوك بك (توفي عام 1886) والأمير سليمان بك (توفي عام 1896)، والأميرة فاطمة (توفيت عام 1855).

## زواجها
في عام 1838 تركت موطنها الأصلي وذهبت إلى إسطنبول، أصبحت وصيفة ابنة عبد الحميد الأول أسما سلطان والأخت غير الشقيقة للسلطان محمود الثاني، تولى عبد المجيد الأول العرش بعد وفاة محمود الثاني في 2 يوليو 1839، ومن ثم اختارتها أسما سلطان لتكون من حرم ابن أخيها السلطان الجديد عبد المجيد، وتزوجته في عام 1839 وأصبح قرينة السلطان، ومُنحت رتبة رئيسة الحريم، ولقب قادين أفندي، وأصبحت تُسمى (باش ثروت سزا قادین). ساهم زواجها من عبد المجيد في تعزيز العلاقات بين الأسرتين. وكانت بقية الحريم تغار منها وكُتبت الأشعار في هجائها وهجاء عرقيتها الشركسية، وبعد وفاة كل جمال أفندي في 15 ديسمبر 1851، أُوكلت تربية أبنائها الثلاثة (محمد الخامس وفاطمة سلطان ورافعة سلطان) إلى ثروت سزا قادين أفندي.
لم تنجب ثروت سزا قادين أيًا من الأبناء. ولكنها قامت بتربية ورعاية محمد الخامس، عندما توفيت السلطانة الأم بزم عالم سلطان في 1853، كُلفت بإدارة شئون القصر والحريم، وكانت تدعم مراد الخامس ليكون السلطان خلفًا لوالده عبد المجيد بعد وفاته، ولكن استلم العرش عبد العزيز الأول أخو عبد المجيد.

## وفاتها
بعد وفاة عبد المجيد في 25 يونيو 1861 انتقلت إلى قصر كاباتاش وكانت تحب مراد كثيرًا، وبعد عزله قالت أن عبد الحميد الثاني اغتصب العرش من مراد.
ويعتقد البعض أنها قُتلت، وأنها ذهبت لعبد الحميد الثاني وطلبت منه أن يعيد العرش إلى مراد، وتوفيت عند عودتها إلى القصر لها. وكان وفاتها في 25  سبتمبر عام 1878، ودفنت في مقبرة السيدات في مسجد سليم الأول بإسطنبول.